# Stefanie Babst
Stefanie Babst (* 1964 in Kiel) ist eine deutsche Politologin und ehemalige leitende Mitarbeiterin des Internationalen Stabs der NATO. Zuletzt war Babst von 2006 bis 2020 stellvertretende beigeordnete Generalsekretärin (englisch Deputy Assistant Secretary General) der Public Diplomacy Division und galt damit zu dieser Zeit als ranghöchste Deutsche im NATO-Generalsekretariat. Nach ihrem Ausscheiden aus der NATO ist sie in der Politikberatung und als Publizistin tätig, weiter nimmt sie Funktionen unter anderem im Präsidium der DGAP wahr.

## Leben
Babst studierte an der Christian-Albrechts-Universität zu Kiel sowie an der Pennsylvania State University von 1983 bis 1989 Politische Wissenschaft, Slawistik und Internationales Recht. Nach ihrem Abschluss war sie ab 1991 wissenschaftliche Mitarbeiterin an ihrer Alma Mater und promovierte 1993 mit Unterstützung der Friedrich-Naumann-Stiftung, der Fulbright-Kommission und der Harvard University. Anschließend war sie bis 1998 Dozentin für Osteuropawissenschaften an der Führungsakademie der Bundeswehr sowie Gastdozentin in den Vereinigten Staaten, der Russischen Föderation, der Ukraine und der Tschechischen Republik. Sie war 1995 und 1996 für die OSZE Wahlbeobachterin in Russland.
Sie wechselte 1998 in den Internationalen Stab im NATO-Hauptquartier nach Brüssel. Dort war sie zunächst drei Jahre als German Information Officer in der Presseabteilung tätig und ab dann in der Public Diplomacy Division Referatsleiterin für NATO countries. 2006 wurde sie zur stellvertretenden beigeordneten Generalsekretärin in dieser Abteilung befördert. Ab 2012 leitete sie auch den strategischen Planungsstab (englisch Strategic Foresight Team).
Nach ihrem Ausscheiden bei der NATO 2020 trat sie in das von Elizabeth Linder gegründete Politikberatungs-Unternehmen Brooch Associates ein. 
Als Expertin für Fragen und Themen der NATO und Osteuropa wurde sie unter anderem zu Anne Will geladen und wurde in diversen Podcasts von Nachrichtenportalen befragt.

## Publikationen
- Opposition und Dissens in der Sowjetunion. Kiel 1991. Dissertation, DNB 920866042.
- Die Freiheit des Westens. In: Michael Rutz (Hrsg.): Freiheit oder Diktatur? Russlands Ukrainekrieg und wir. 1. Auflage. Verlag Herder, Freiburg im Breisgau 2022. ISBN 978-3-451-39665-6, S. 75–87.
- Sehenden Auges: Mut zum strategischen Kurswechsel. 1. Auflage. dtv Verlagsgesellschaft, München 2023. ISBN 978-3-423-28329-8